# Gustav Körte
Gustav Körte (Berlino, 8 febbraio 1852 – Gottinga, 15 agosto 1917) è stato un archeologo tedesco.

## Biografia
Era il fratello del filologo Alfred Körte (1866-1946) e il chirurgo Werner Körte (1853-1937).
Studiò filologia classica e archeologia all'Università di Gottinga, per poi proseguire la sua formazione con Heinrich Brunn (1822-1894) a Monaco (1871). Dal 1875 svolse delle attività di ricerca in Italia e in Grecia, dove lavorò come assistente presso l'Istituto Archeologico Tedesco di Atene (1877-1879).
Nel 1881 divenne professore di archeologia all'Università di Rostock e in seguito divenne direttore dell'Istituto archeologico tedesco di Roma (1905-07). Nel 1907, alla morte di Karl Dilthey (1839-1907), Körte fu nominato presidente dell'archeologia a Gottinga, posizione che mantenne fino alla sua morte nel 1917.
Nel 1900, con suo fratello Alfred, iniziò il primo scavo a Gordio, un'antica città frigia in Asia Minore. Nel 1904 i due fratelli pubblicarono le loro scoperte archeologiche in un trattato intitolato Gordion: Ergebnisse der Ausgrabung im Jahre 1900. Gustav Körte condusse anche importanti indagini sulle necropoli di Orvieto e Tarquinia.
Con Adolf Klügmann (1837-1880), continuò l'edizione  Etruskische Spiegel, un progetto di studio sistematico, iniziato nel 1843 da Eduard Gerhard (1795-1867).